# Каргатова (Костина), Светлана Викторовна
Светла́на Ви́кторовна Карга́това (Ко́стина) ― российская оперная певица, Заслуженная артистка Российской Федерации (1994), Народная артистка Российской Федерации (2001), солистка Саратовского государственного академического театра оперы и балета.

## Биография
Родилась в 1954 году в городе Саратов, РСФСР.
В 1979 году окончила Саратовскую государственную консерваторию имени Леонида Собинова. С того же года и по настоящее время является солисткой Саратовского государственного академического театра оперы и балета.

Свободно владея голосом, артистка создает законченный сценический рисунок образа, четко и последовательно раскрывает душевное содержание героинь.
Исполнила более 50 оперных партий в спектаклях русской и зарубежной классики. Среди них — Аида (Верди «Аида»), Тоска (Пуччини «Тоска»), Манон (Массне «Манон»), Амелия (Верди «Бал-маскарад»), Виолетта (Верди «Травиата»), Маргарита (Гуно «Фауст»), Леонора (Верди «Трубадур»), Татьяна (Пётр Чайковский «Евгений Онегин»), Лиза (Чайковский «Пиковая дама»), Иоланта (Чайковский «Иоланта»), Ярославна (Александр Бородин «Князь Игорь»), Катерина Измайлова (Дмитрий Шостакович «Леди Макбет Мценского уезда»), Наташа (Даргомыжский «Русалка») и другие.
Была участником театральных фестивалей «Золотая маска», «Болдинская осень» (Нижний Новгород), где неоднократно исполняла партии Лизы («Пиковая дама»), Наташи («Русалка») (2000, 2005, 2011). Приняла участие в международном фестивале «Русские сезоны» в Мюнхене в 1996 году, исполняла партии Леоноры («Трубадур» Верди), Катерины («Леди Макбет Мценского уезда» Шостакович), участвовала в концертах. В городе Монпелье (Франция) в 1994 году исполнила партию Микаэлы («Кармен», Жорж Бизе).
В её репертуаре около 30 концертных программ, посвящённых творчеству русских и зарубежных композиторов. В 2009 году певица работала в жюри I всероссийского конкурса «Artvocal» в Волгограде. В 2012 году работала в жюри международного конкурса «Конкурс конкурсов» на фестивале оперного искусства имени Леонида Собинова.
За плодотворный труд и достигнутые успехи в области культуры и искусства имеет благодарственные письма и грамоты, среди них: Почётная грамота Губернатора Саратовской области Дмитрия Аяцкова (1997), Почётная грамота Губернатора Саратовской области Ипатова (2009), Почётная грамота Администрации Саратова.
С 2003 года работает преподавателем кафедры академического пения Саратовской государственной консерватории имени Леонида Собинова.
В настоящее время — доцент кафедры академического пения, ведёт индивидуальные занятия по дисциплинам: специальность, концертно-камерный класс, изучение оперных партий, педагогическая практика.
За вклад в развитии российского оперного искусства  Светлана Викторовна Каргатова (Костина) удостоена почётных званий «Заслуженная артистка Российской Федерации» (1994) и «Народная артистка Российской Федерации» (2001).